# Аніліно-фарбова промисловість
Анілі́но-фа́рбова промисло́вість — галузь хімічної промисловості, яка виробляє органічні барвники та необхідні для їх одержання напівпродукти. Барвники широко застосовуються у текстильній, шкіряній, хутровій, лакофарбовій, паперовій та ін. галузях промисловості. 
Відомо кілька тисяч індивідуальних барвників. 
Аніліно-фарбова промисловість виникла в 2-й пол. 19 ст. В Російській імперії, у т. ч. і в Україні, аніліно-фарбова промисловість була слабо розвинута і працювала на імпортних півпродуктах. 
В СРСР аніліно-фарбова промисловість набула великого розвитку в роки довоєнних п'ятирічок і особливо зросла за післявоєнний період. 
В Україні працює одне з найбільших підприємств цієї галузі — Рубіжанський хімічний комбінат.